# Lycaenopsis haraldus
Lycaenopsis haraldus är en fjärilsart som beskrevs av Fabricius 1787. Lycaenopsis haraldus ingår i släktet Lycaenopsis och familjen juvelvingar. Inga underarter finns listade i Catalogue of Life.

## Bildgalleri

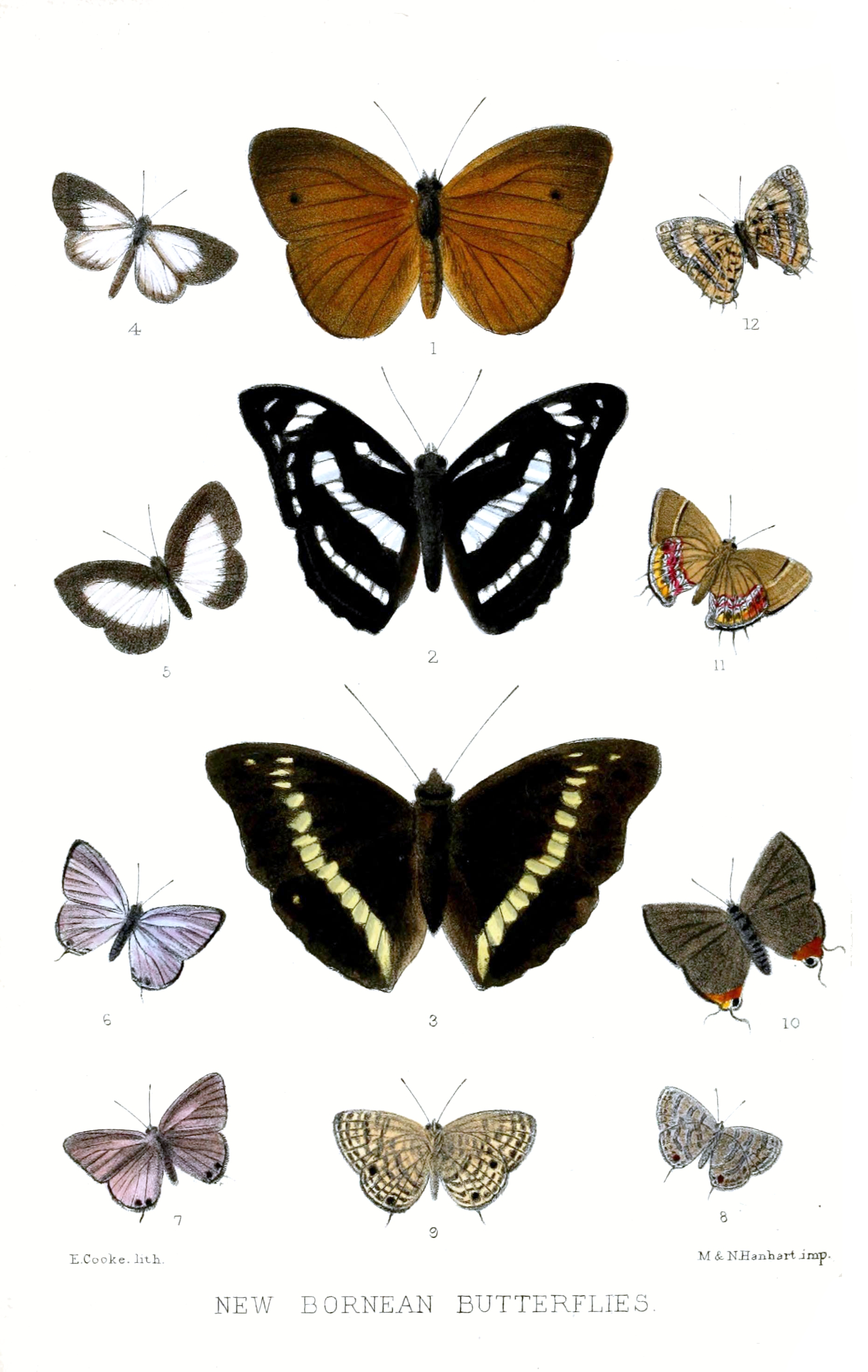
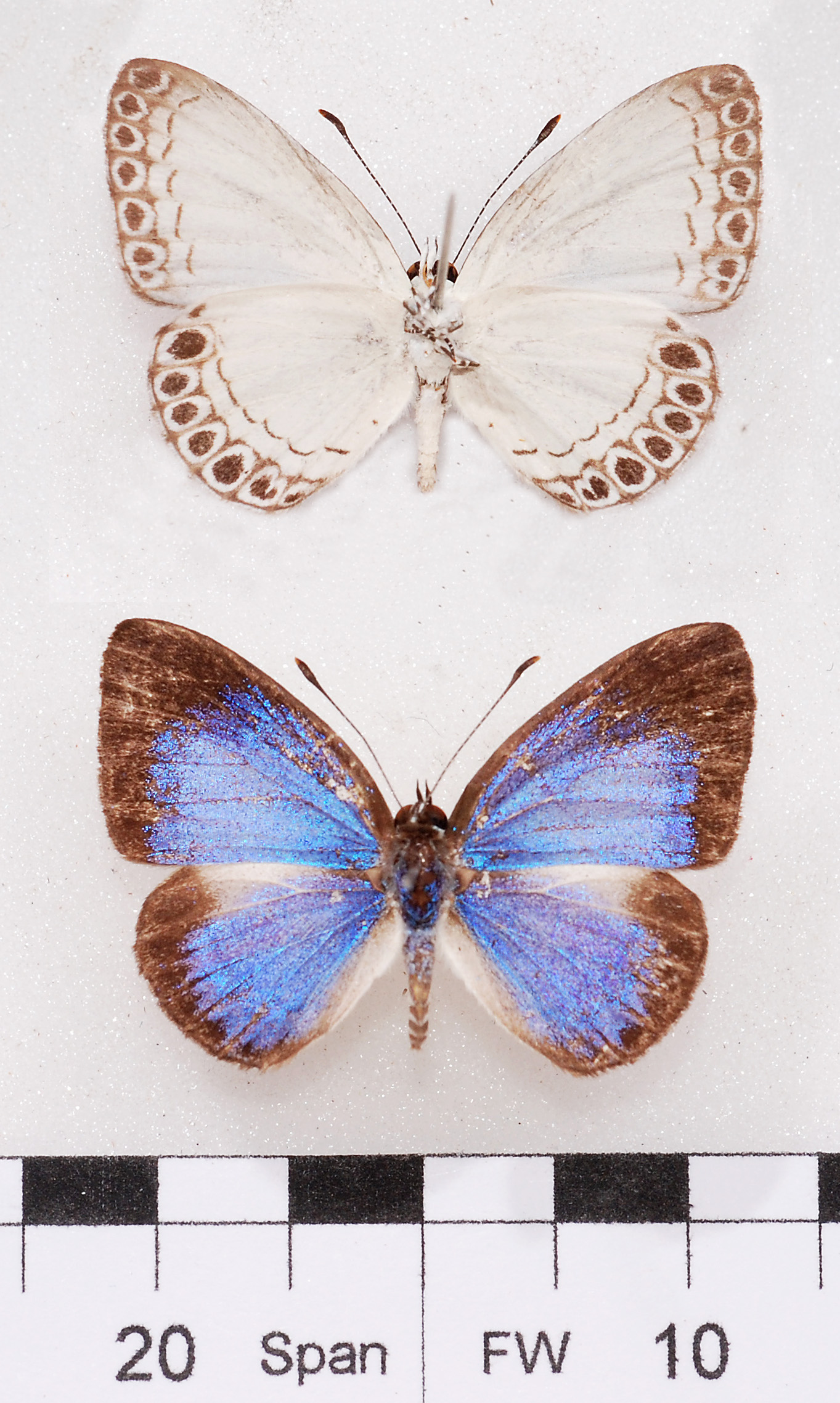